# Alokazija
Alokazija (znanstveno ime Alocasia) je rod širokolistnih, korenastih ali gomoljastih trajnic iz družine Araceae. Znanih je okoli 70 vrst alokazij, ki naravno rastejo v  Aziji, Oceaniji in Južni Ameriki. Veliki srčasti ali puščičasti listi zrastejo do dolžine od 20 do 90 cm na dolgih pecljih. Lepi tulčasti cvetovi zrastejo na kratkih pecljih, v so pogosto skriti za listnimi peclji.
Steblo je užitno, vendar surovo vsebuje kristale oksalne kisline, ki lahko omrtviči jezik in požiralnik ter povzroči otekline. Pred uživanjem je stebla treba dolgo kuhati.  Po jedi lahko občutite glavobol, težave z dihanjem in celo halucinacije. Stanje ni nevarno, vendar neprijetno. Tako hrano domačini uživajo le v skrajni sili.
Nekatere hibride rastlin, kot na primer amazonska lilija in aftiška maska gojijo kot okrasne rastline, prav tako tudi Alocasia macrorrhizos, na Slovenskem imenovana adam.

## Vrste
- Alocasia acuminata: (Indonezija)
- Alocasia aequiloba: (Nova Gvineja)
- Alocasia alba: (Sri Lanka)
- Alocasia amazonica: (JV Azija)
- Alocasia argyrea:
- Alocasia arifolia: (Malezija)
- Alocasia atropurpurea: (Philippines)
- Alocasia augustiana:
- Alocasia × bachi
- Alocasia balgooyi: (Sulawesi)
- Alocasia beccarii: (Malezija)
- Alocasia boa: (Nova Gvineja)
- Alocasia boyceana: (Filipini)
- Alocasia brancifolia : (Nova Gvineja)
- Alocasia brisbanensis: (Avstralija)
- Alocasia cadieri: (JV Azija)
- Alocasia celebica: (Sulawesi)
- Alocasia × chantrieri:
- Alocasia × chantrieriana:
- Alocasia clypeolata: Green Shield (Filipini)
- Alocasia × conspicua (= A. longiloba × A.odora )
- Alocasia coriacea: (
- Alocasia cucullata: Chinese Taro (Indonezija)
- Alocasia culionensis: (Filipini)
- Alocasia cuprea: (Borneo)
- Alocasia decipiens  : (Indonezija)
- Alocasia decumbens  : (Vietnam)
- Alocasia denudata: (Singapur)
- Alocasia devansayana : (Nova Gvineja)
- Alocasia evrardii  : (JV Azija)
- Alocasia fallax : (vzhodna Himalaja, Bangladeš)
- Alocasia flabellifera  : (Nova Gvineja)
- Alocasia flemingiana  : (Java)
- Alocasia fornicata  : (Indonezija)
- Alocasia gageana : (Myanmar)

- Alocasia × gaulainii :
- Alocasia grandis : (Indonezija)
- Alocasia grata : (Indonezija)
- Alocasia hainanensis : (Hajnan, Kitajska)
- Alocasia hainaica : (Hajnan in S. Vietnam)
- Alocasia heterophylla : (Indonezija)
- Alocasia hollrungii : (Nova Gvineja)
- Alocasia infernalis : (Borneo)
- Alocasia inornata: (Sumatra)
- Alocasia kerinciensis : (Sumatra)
- Alocasia lancifolia : (Nova Gvineja)
- Alocasia lauterbachiana : (Nova Gvineja)
- Alocasia longiloba: (Malezija)
- Alocasia macrorrhizos : (JV Azija, Avstralija, Pacifik)
  - Alocasia macrorrhizos var. brisbanensis : (Australia)
- Alocasia maquilingensis : (Filipini)
- Alocasia melo : (Borneo)
- Alocasia micholitziana: (Filipini)
- Alocasia minuscula : (Borneo)
- Alocasia monticola : (Nova Gvineja)
- Alocasia × mortfontanensis :
- Alocasia navicularis : (Himalaja)
- Alocasia nebula : (Borneo)
- Alocasia nicolsonii : (Nova Gvineja)
- Alocasia odora: (JV Azija, Kitajska)
- Alocasia pangeran : (Borneo)
- Alocasia peltata : (Borneo)
- Alocasia perakensis : (Malezija)
- Alocasia portei : (Nova Gvineja)
- Alocasia princeps : (Malezija)
- Alocasia principiculus : (Borneo)
- Alocasia puber : (Java)
- Alocasia puteri  : (Borneo)
- Alocasia putii : (Tajska)
- Alocasia pyrospatha : (Nova Gvineja)
- Alocasia ramosii : (Filipini)
- Alocasia rapiformis : (Myanmar)
- Alocasia regina : (Borneo)
- Alocasia reginula: Black Velvet (cultivated)
- Alocasia reversa : (Filipini)
- Alocasia ridleyi : (Borneo)
- Alocasia robusta : (Borneo)
- Alocasia × rodigasiana :
- Alocasia sanderiana: (Malezija)
- Alocasia sarawakensis : (Borneo)
- Alocasia scabriuscula : (Borneo)
- Alocasia scalprum : (Filipini)
- Alocasia × sedeni :
- Alocasia simonsiana : (Nova Gvineja)
- Alocasia sinuata : (Malezija)
- Alocasia suhirmaniana : (Sulawesi)
- Alocasia x van-houtteana :
- Alocasia venusta: (Borneo)
- Alocasia wentii: (Nova Gvineja)
- Alocasia wongii : (Borneo)
- Alocasia zebrina: (Filipini)